# Triumph-Palace
El Triumph-Palace (en ruso: Триу́мф-Пала́с, transliterado como Triumf-Palás, en español Palacio del Triunfo) es el nombre de un edificio de apartamentos en Moscú. Es a menudo llamado la Octava Torre porque es similar en apariencia a los rascacielos de Stalin más conocidos como las Siete Hermanas, construidos en Moscú por Stalin en la década de 1950. 
La construcción del Triumph-Palace comenzó en 2001. La edificación de 57 pisos fue terminada el 20 de diciembre del 2003, convirtiéndose en el rascacielos más alto de Europa con 264,1 metros (867 pies) hasta la construcción de la Torre Náberezhnaya el año 2007. El poseedor anterior del título fue la Torre Comerzbank en la ciudad alemana de Fráncfort del Meno. Fue el edificio residencial más alto de Europa hasta la construcción en 2010 de la Torre Moscú del complejo Ciudad de Capitales de 301 metros de altura. 